# Alcyonidium chondroides
Alcyonidium chondroides är en mossdjursart som beskrevs av Charles Henry O'Donoghue och de Watteville 1937. Alcyonidium chondroides ingår i släktet Alcyonidium och familjen Alcyonidiidae. Inga underarter finns listade i Catalogue of Life.